# Nayarit
Nayarit és un dels 31 estats de Mèxic, localitzat a la zona oest del país. Limita al nord amb Sinaloa, l'estat de Durango i l'estat de Zacatecas, al sud amb Jalisco al sud, i a l'oest amb l'oceà Pacífic. Les illes Maries (Islas Marías), un arxipèlag situat a 122 km de la costa, pertanyen a l'estat. El nom prové d'un governant indígena cora del segle xvi que es va oposar al procés d'evangelització dels conquistadors a la serralada on habitava. Nayarit és un dels últims territoris en aconseguir el rang d'estat de la federació mexicana, l'1 de maig, 1917. Abans d'això, era conegut com a "Districte Militar de Tepic". Tepic és la capital de l'estat, i la ciutat més gran. Nayarit està dividit en 20 municipis. Els principals grups ètnics de l'estat són els huitxols, els cores i els tepehuans, però, representen tan sols un petit percentatge de la població total. Els famosos poetes Amado Nervo i Alí Chumacero són originaris de l'estat de Nayarit.